# Подбоже (Підкарпатське воєводство)
Подбоже (пол. Podborze) — село в Польщі, у гміні Радомишль-Великий Мелецького повіту Підкарпатського воєводства. Населення — 737 осіб (2011).
У 1975—1998 роках село належало до Тарновського воєводства.

## Демографія
Демографічна структура станом на 31 березня 2011 року:
|          | Загалом | Допрацездатний вік | Працездатний вік | Постпрацездатний вік |
| -------- | ------- | ------------------ | ---------------- | -------------------- |
| Чоловіки | 379     | 89                 | 248              | 42                   |
| Жінки    | 358     | 87                 | 185              | 86                   |
| Разом    | 737     | 176                | 433              | 128                  |